# Nivigne et Suran
Nivigne et Suran é uma comuna francesa na região administrativa da Auvérnia-Ródano-Alpes, no departamento de Maine-et-Loire. Estende-se por uma área de 30,98 km². Em 2010 a comuna tinha 829 habitantes (densidade: 26,8 hab./km²).
A municipalidade foi estabelecida em 1 de janeiro de 2017 e consiste na fusão das antigas comunas de Chavannes-sur-Suran e Germagnat.